# Erich Ribbeck
Erich Ribbeck (født 13. juni 1937 i Wuppertal) er en tidligere tysk fodboldspiller og senere træner. Han har haft en lang trænerkarriere, hvor han blandt andet har stået i spidsen for de tyske storklubber 1. FC Kaiserslautern, Borussia Dortmund, Bayer Leverkusen og Bayern München. I 1988 vandt han med Leverkusen UEFA Cuppen.
Ribbeck var fra 1998 til 2000 træner for Tysklands landshold, som han fik kvalificeret til EM i 2000 i Holland og Belgien. Her blev holdet dog slået ud efter indledende runde.

## Titler som træner
UEFA Cup
- 1988 med Bayer Leverkusen